# Tour Skylight
La Tour Skylight est un bâtiment de logements, commerces et éducation situé dans le quartier d'affaires de La Défense près de Paris, en France (précisément à Puteaux). Inaugurée le 29 novembre 2017 par Patrick Devedjian, la tour mesure 76.77 mètres de haut.
Elle accueille notamment un campus de l'IÉSEG School of Management.